# Richard Stribeck

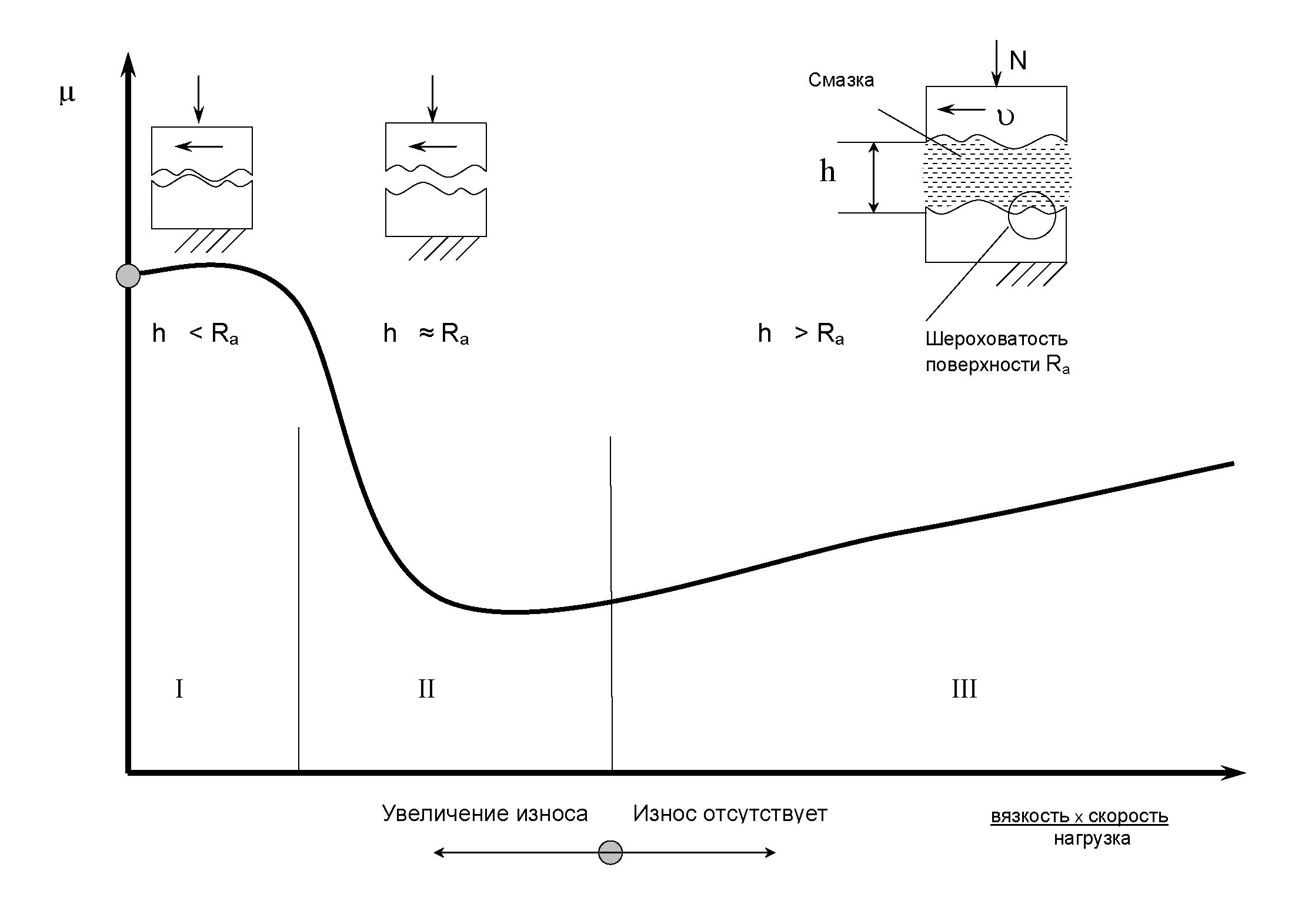
Diagramma di una curva di Stribeck

Richard Stribeck (Stoccarda, 7 luglio 1861 – Stoccarda, 29 marzo 1950) è stato un ingegnere tedesco dal quale ha preso il nome l'omonima curva.

## Biografia
Stribeck studiò ingegneria meccanica, nel 1880, al Politecnico di Stoccarda dove si laureò nel 1885 e quindi inizio a lavorare, come disegnatore, a Königsberg. Nel 1888 divenne professore a Stoccarda, e nel 1890 professore di ingegneria meccanica all'Università tecnica di Darmstadt. Nel 1893 ottenne una cattedra all'Università tecnica di Dresda e nel 1896 divenne capo del laboratorio dell'università.
Nel 1898 fu a capo del dipartimento di metallurgia fisica dell'istituto tecnico e direttore del centro di studi scientifici e tecnici di Neubabelsberg. Nel 1902 descrisse il coefficiente di attrito nelle bronzine lubrificate, ora noto come curva di Stribeck.
Dal 1908 Stribeck lavorò per il Friedrich Krupp AG a Essen e nel 1919 alla Robert Bosch GmbH a Stoccarda. Stribeck fu un compagno di università dell'industriale Robert Bosch, con il quale rimase in contatto e fece degli studi congiunti al Royal Wuerttemberg del politecnico di Stoccarda.
Stribeck ricevette, per i suoi studi, la Wilhelm Exner Medal.
Richard Stribeck condusse degli studi nel campo della tribologia, concentrandosi sull'attrito nei contatti a scorrimento lubrificati, come nelle bronzine. Il suo lavoro portò allo sviluppo della curva di Stribeck, un concetto tribologico fondamentale che mostra come le condizioni operative (in particolare carico normale, viscosità del lubrificante e velocità di trascinamento del lubrificante) influenzano il coefficiente di attrito nella lubrificazione fluida.
| Controllo di autorità | VIAF (EN) 101146225 · ISNI (EN) 0000 0000 7382 6904 · LCCN (EN) no2010000467 · GND (DE) 139402330 |